# 松田久一
松田 久一（まつだ ひさかず、1956年10月10日 - ）は、日本の戦略及びマーケティングコンサルタント。株式会社ジェイ・エム・アール生活総合研究所代表取締役。

## 略歴
兵庫県生まれ。1980年、同志社大学商学部卒業後、日本マーケティング研究所入社。情報家電産業、食品・日用品業界などの消費財を中心としたリサーチ、マーケティングおよび戦略経営の実務を経験。1991年、ジェイ・エム・アール生活総合研究所を設立。企業のマーケティング課題、戦略課題のソリューション（解決）に取り組んでいる。
哲学、歴史、経済学等の幅広い人文社会諸科学に基礎づけられ、日本の生活者に根ざし、グローバルに通用する新しい戦略経営やマーケティングを目指している。
近年では、中央及び地方の行政機関の諸委員、地方経済再生プロジェクトへの参画、シンポジウム、セミナーのコメンテーター、講演などの公共分野へ活動の場を広げている。
2009年に出版した『「嫌消費」世代の研究』で注目を集め、新聞や雑誌などに数多く取り上げられ、ニューヨーク・タイムズなどからも取材を受けている。著者の世代論研究をまとめた著作「ジェネレーショノミクス」は、評論家の芹沢俊介が「労作」と評価している。

## 著書
- 『消費社会の戦略的マーケティング』JMR生活総合研究所 2003年
- 『「嫌消費」世代の研究』東洋経済新報社 2009
- 『「買わない」理由、「買われる」方法』朝日新聞出版 2010
- 『「嫌消費」不況からの脱出』PHP研究所 2012
- 『ジェネレーショノミクス　経済は世代交代で動く』東洋経済新報社 2013
- 『比較ケースから学ぶ戦略経営』KADOKAWA中経出版 2015

（編著）
- 『これからどうなる？47都道府県の経済天気図』洋泉社 2006年
- 『マーケティングの経済学』JMR生活研究所 2007年
- 『図解　決戦！業界関ヶ原－2強対決から勝利の戦略を学び取れ』洋泉社 2008年
- 『成功と失敗の事例に学ぶ　戦略ケースの教科書』かんき出版 2012